# Bernhard Kohl

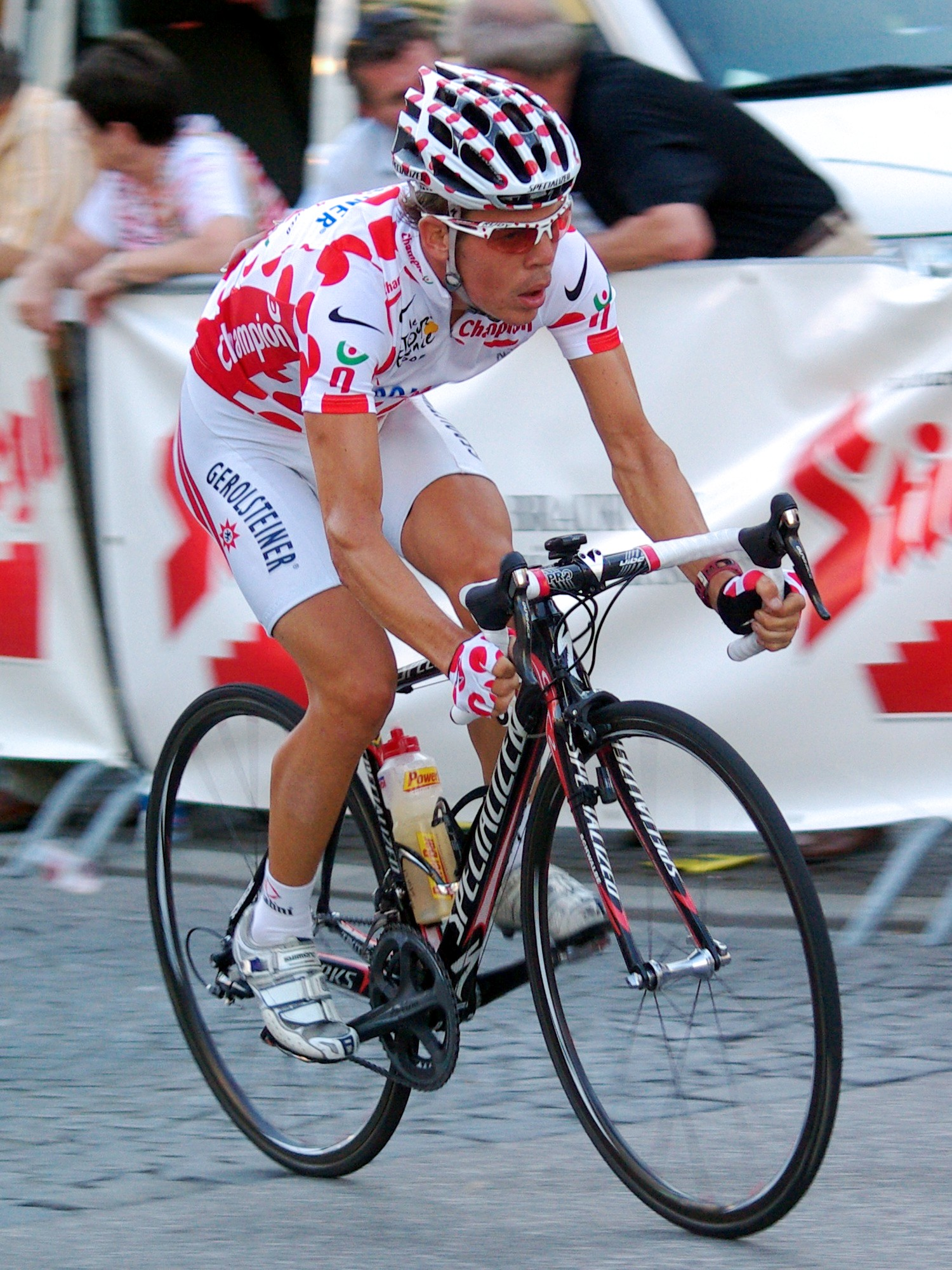
Bernhard Kohl.

Bernhard Kohl (Viena, 4 de Janeiro de 1982) é um ciclista austríaco. Atualmente compete na equipe T-Mobile e ganhou o título de "Rei da Montanha" no Tour de France 2008.